# برلمان أستراليا
برلمان أستراليا (المعروف أيضا باسم برلمان الكومنولث أو البرلمان فقط) هو الفرع التشريعي لحكومة أستراليا. ويتكون من ثلاثة عناصر: التاج (يمثلها الحاكم العام)، ومجلس الشيوخ ومجلس النواب. مزيج من مجلسين منتخبين، حيث يمثل أعضاء مجلس الشيوخ الولايات والأقاليم بينما يمثل أعضاء مجلس النواب الانقسامات الانتخابية وفقا للسكان، على غرار كونغرس الولايات المتحدة. من خلال كلا المجلسين، هناك مدير تنفيذي مدمج، مأخوذ من نظام وستمنستر.
يتألف مجلس الشيوخ، من 76 عضوا: اثنا عشر لكل ولاية، واثنان لكل من الإقليم الشمالي (بما في ذلك جزيرة الكريسماس وجزر كوكوس (كيلينغ)) ومنطقة العاصمة الأسترالية (بما في ذلك جزيرة نورفولك ومنطقة خليج جيرفيس). يتم انتخاب أعضاء مجلس الشيوخ باستخدام نظام التمثيل النسبي الفردي القابل للتحويل، ونتيجة لذلك، تضم الغرفة العديد من الأحزاب المتنافسة على السلطة. لم يحتل الحزب الحاكم أو الائتلاف الحاكم الأغلبية في مجلس الشيوخ منذ عام 1981 (باستثناء الفترة بين 2005 و 2008) وعادة ما يحتاج إلى التفاوض مع الأطراف الأخرى والمستقلين للحصول على التشريع.
يتألف مجلس النواب، وهو مجلس النواب حالياً، من 150 عضوًا ينتخبون كلهم بأصواتهم من خلال التصويت الفردي الكامل من الدوائر الانتخابية ذات العضو الواحد المعروفة باسم الشِعَب الانتخابية (ويشار إليها عموماً باسم «الناخبين» أو «المقاعد»). وهذا يؤدي إلى أن تهيمن عليهما مجموعتان سياسيتان رئيسيتان هما ائتلاف يمين الوسط (المكون من الأحزاب الليبرالية والوطنية) وحزب العمل الذي يمثل يسار الوسط.
على الرغم من إمكانية إجراء انتخابات مبكرة، إلا أنه يتم حل مجلس النواب بالكامل ونصف مجلس الشيوخ كل ثلاث سنوات ويرحل لإعادة انتخابه. يمكن استخدام آلية كسر طريق مسدود تعرف باسم حل مزدوج لحل مجلس الشيوخ الكامل وكذلك مجلس النواب في حال رفض مجلس الشيوخ مرتين تمرير جزء من التشريعات التي أقرها مجلس النواب.
يجتمع المجلسان في غرف منفصلة في البرلمان (ما عدا في جلسة مشتركة نادرة) في كابيتال هيل في كانبيرا، إقليم العاصمة الأسترالية.

## التاريخ

### مبنى مؤقت في ملبورن (1901-1927)

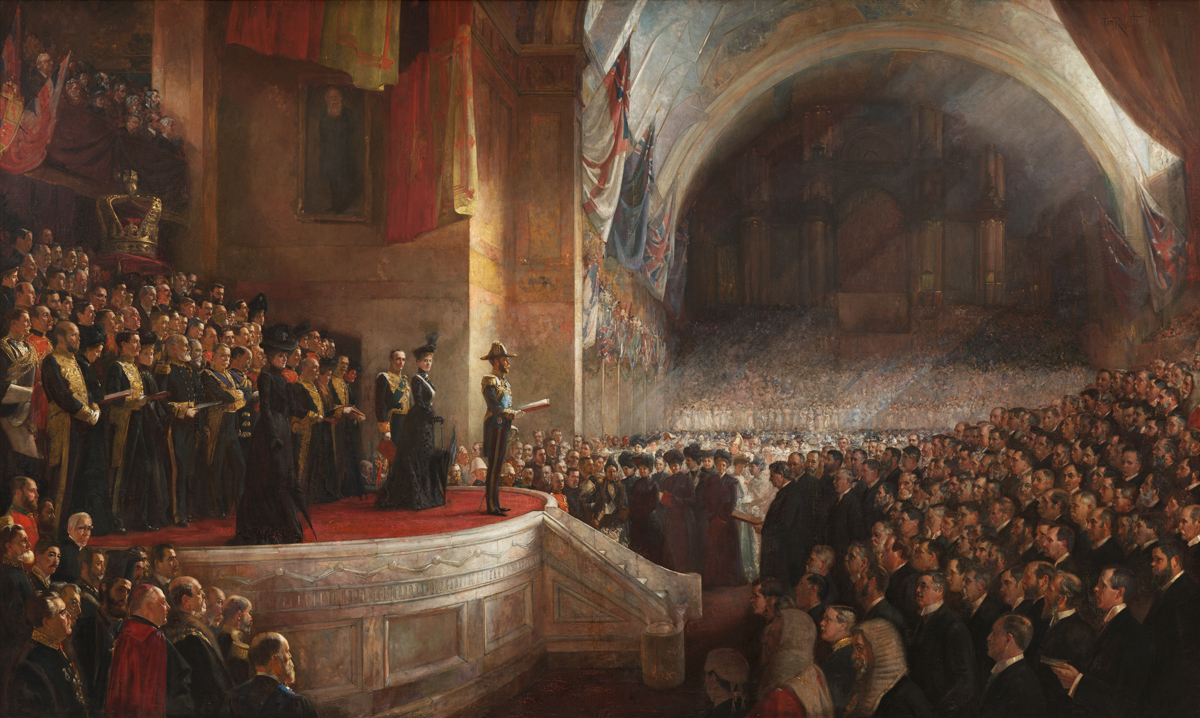
لوحة، افتتاح برلمان أستراليا، 9 مايو 1901، بريشة توم روبرتس

تأسست كومنولث أستراليا في 1 يناير 1901 مع اتحاد المستعمرات الست الأسترالية. جرت الانتخابات الافتتاحية في 29 و 30 مارس وتم افتتاح أول برلمان أسترالي في 9 مايو 1901 في ملبورن من قبل الأمير جورج، دوق كورنوال، يورك، لاحقا الملك جورج الخامس. كان المبنى الوحيد في ملبورن الذي كان كبيرًا بما يكفي لاستيعاب 14.000 ضيف هو الملحق الغربي لمبنى المعارض الملكي. بعد الافتتاح الرسمي، في الفترة من 1901 إلى 1927، اجتمع البرلمان في مبنى البرلمان في ملبورن، والذي اقترضته من برلمان فيكتوريا (الذي كان يجلس بدلاً منه في مبنى المعارض الملكي حتى عام 1927).

### مبنى البرلمان القديم (1927-1988)
كان المقصود دائما أن البرلمان الوطني سيستقر في عاصمة وطنية جديدة. كان هذا حل وسط في الاتحاد بسبب التنافس بين أكبر مدينتين استراليتين هما سيدني وملبورن اللذان كانا يرغبان في أن يصبحا العاصمة الجديدة. تم اختيار موقع كانبيرا لموقع عاصمة الدولة في عام 1908. تم الإعلان عن مسابقة في 30 يونيو 1914 لتصميم مبنى البرلمان، بقيمة 7,000 جنيه إسترليني. ومع ذلك، وبسبب بداية الحرب العالمية الأولى في الشهر التالي، تم إلغاء المنافسة. أعيد الإعلان عنه في أغسطس 1916، ولكن تم تأجيله مرة أخرى إلى أجل غير مسمى في 24 نوفمبر 1916. في غضون ذلك، عمل جون سميث مردوخ، كبير مهندسي الكومنولث، على التصميم كجزء من مهامه الرسمية. كان لديه حماسة شخصية قليلة للمشروع، حيث شعر أنه مضيعة للمال، ولا يمكن تبرير الإنفاق عليه في ذلك الوقت. ومع ذلك، قام بتصميم المبنى بشكل افتراضي.
بدأ تشييد مبنى البرلمان القديم، في 28 أغسطس 1923 وتم الانتهاء منه في أوائل عام 1927. تم بناؤه من قبل وزارة الأشغال في الكومنولث، باستخدام التجار والمواد من جميع أنحاء أستراليا. وبلغت التكلفة النهائية حوالي 600.000 جنيه إسترليني. وقد تم تصميمه لإيواء البرلمان لمدة أقصاها 50 سنة حتى يمكن بناء منشأة دائمة، ولكن في الواقع تم استخدامها لأكثر من 60 عاما.
تم افتتاح المبنى في 9 مايو 1927 من قبل دوق ودوقة يورك (لاحقًا الملك جورج السادس والملكة إليزابيث الملكة الأم). كانت مراسم الافتتاح رائعة وغير متناسقة، نظراً للطبيعة الكثيفة التي شيدت في كانبيرا في ذلك الوقت وعدد سكانها الصغير. تم تزيين المبنى على نطاق واسع بالإمبراطورية البريطانية والأعلام الأسترالية والرايات. وأقيمت مواقف مؤقتة على حدود المروج أمام البرلمان، كان جيمي كليمنتس، وهو أحد شيوخ فيرادجوري، واحداً من اثنين فقط من الأستراليين الأصليين الذين حضروا لمدة أسبوع تقريباً من محطة برنجل (بالقرب من توموت) ليكونوا في هذا الحدث. غنت السيدة نيللي ميلبا النشيد الوطني (في ذلك الوقت النشيد حفظ الله الملك). فتح دوق يورك الأبواب الأمامية بمفتاح ذهبي، وقاد الحزب الرسمي إلى قاعة الملك حيث كشف النقاب عن تمثال والده الملك جورج الخامس. ثم فتح الدوق الجلسة البرلمانية الأولى في مجلس الشيوخ الجديد.

### مبنى البرلمان الجديد (1988 حتى الآن)
في عام 1978 قررت حكومة فريزر المضي قدما في بناء جديد في كابيتال هيل، وتم إنشاء هيئة بناء دار البرلمان. وأُعلن عن مسابقة من مرحلتين، تشاورت فيها الهيئة مع المعهد الملكي الأسترالي للمهندسين المعماريين، وأتاحت، بالتعاون مع اللجنة الوطنية لتنمية رأس المال، للمنافسة. اجتذبت مسابقة التصميم 329 مشاركة من 29 دولة.
الفائز في المسابقة كان شركة ميتشل / جيورجولا المعمارية التي مقرها فيلادلفيا، مع العمل في الموقع من قبل المهندس المعماري الإيطالي رومالدو جيورجولا، مع التصميم الذي تضمن دفن معظم المبنى تحت كابيتال هيل، ووضع سقف الصرح ذو البرج الهائل الذي يعلوه علم أسترالي كبير. تضمنت الواجهات تقليدًا متعمدًا لبعض أنماط مبنى البرلمان القديم، بحيث يكون هناك تشابه طفيف على الرغم من الاختلاف الهائل في الحجم.
بدأ البناء في عام 1981، وكان المقصود من مجلس النواب أن يكون جاهزا بحلول يوم الذكرى المئوية للتسوية الأوربية في أستراليا الوطني، 26 يناير 1988. [20] كان من المتوقع أن تكلف 220 مليون دولار أسترالي. ولكن في النهاية، كلّفت أكثر من 1.1 مليار دولار أسترالي كامل البناء.

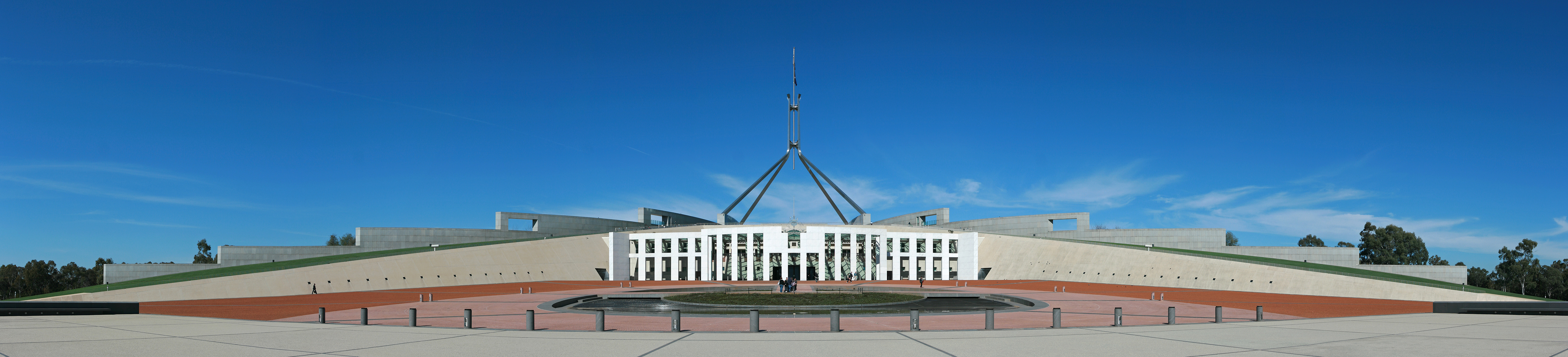
مبنى البرلمان الجديد في عام 1988، وتم بناؤه في كابيتال هال خلف مبنى البرلمان القديم

وافتتحت الملكة إليزابيث الثانية ملكة أستراليا في 9 مايو 1988 مبنى البرلمان الجديد، في الذكرى السنوية لافتتاح أول برلمان اتحادي في ملبورن في 9 مايو 1901، ومبنى البرلمان المؤقت. في كانبيرا في 9 مايو 1927.

## التركيب والأنظمة الإنتخابية
يحدد الدستور برلمان الكومنولث، المكون من ثلاثة عناصر هي: ملكة أستراليا ومجلس الشيوخ ومجلس النواب.
تُمنح معظم الوظائف الدستورية للتاج إلى الحاكم العام، الذي تعينه الملكة بناء على نصيحة رئيس الوزراء لتقوم بدور ممثلها في أستراليا. وعلى وجه التحديد، يمنح الدستور الحاكم العام سلطة الموافقة على التشريع، أو الرفض. ومع ذلك، لا يمارس الحاكم العام هذه الصلاحيات بموجب الاتفاقية، إلا وفقاً لنصيحة رئيس الوزراء.

### مجلس الشيوخ

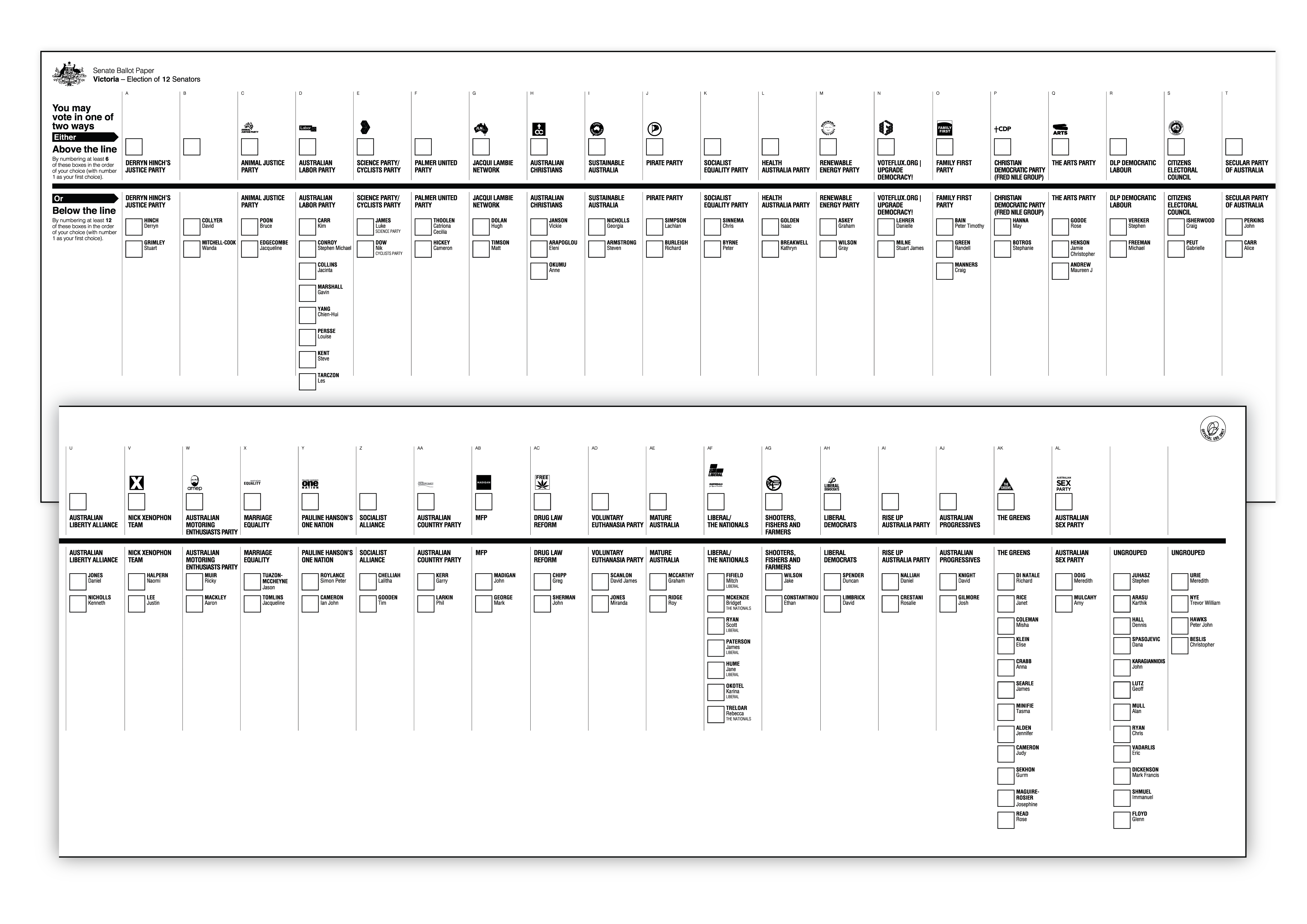
ورقة الاقتراع في مجلس الشيوخ المستخدمة في فيكتوريا لعام 2016

مجلس الشيوخ في البرلمان الأسترالي يتألف من 76 عضوا. مثل مجلس الشيوخ في الولايات المتحدة، الذي تم تشكيله جزئيا، يضم مجلس الشيوخ الأسترالي عددا مساويا من أعضاء مجلس الشيوخ من كل ولاية بغض النظر عن عدد السكان. على خلاف ذَلِك، ومع ذلك، فإن مجلس الشيوخ الأسترالي كان دائما منتخبا بشكل مباشر. (تم انتخاب مجلس الشيوخ الأمريكي مباشرة من عام 1913 فقط.)
يسمح الدستور للبرلمان بتحديد عدد أعضاء مجلس الشيوخ بالتشريع، شريطة أن يتم تمثيل الدول الست الأصلية بالتساوي. وعلاوة على ذلك، ينص الدستور على أنه يحق لكل ولاية أصلية ما لا يقل عن ستة من أعضاء مجلس الشيوخ. ومع ذلك، لا ينطبق أي من هذه الأحكام على أي دول تم قبولها حديثًا، أو على الأقاليم. بموجب قانون البرلمان الذي تم إقراره في عام 1973، يتم انتخاب أعضاء مجلس الشيوخ لتمثيل المناطق. وحاليًا، يمثل مجلسا الإقليم الشمالي عضوًا من سكان الإقليم الشمالي بالإضافة إلى الأراضي الخارجية الأسترالية لجزيرة الكريسماس وجزر كوكوس (كيلينغ). يمثل مجلسا الشيوخ الأسترالي في منطقة العاصمة إقليم العاصمة الأسترالية، ومنطقة خليج جيرفيس، ومنذ 1 يوليو 2016، جزيرة نورفولك. وفي حين أن نصف مقاعد مجلس الشيوخ في الولاية فقط ترتفع لإعادة انتخابه كل ثلاث سنوات (باستثناء حالة الانفصال المزدوج) حيث إنها تخدم لمدة ست سنوات، يجب على جميع أعضاء مجلس الشيوخ في الإقليم مواجهة الناخبين كل ثلاث سنوات.
حتى عام 1949، انتخبت كل ولاية الحد الأدنى الدستوري من ستة أعضاء مجلس الشيوخ. ارتفع هذا العدد إلى عشرة من انتخابات عام 1949، وزاد مرة أخرى إلى اثني عشر من انتخابات عام 1984. لقد تغير نظام انتخاب أعضاء مجلس الشيوخ عدة مرات منذ الاتحاد. استخدم الترتيب الأصلي نظام التصويت في أول فقرة على الإطلاق أو نظام «الفائز يأخذ كل شيء»، على أساس كل حالة على حِدة. تم استبدال هذا في عام 1919 عن طريق التصويت الاقتراع التفضيلي. تميل كتلة التصويت إلى إنتاج أغلبيات ساحلية. على سبيل المثال، في الفترة من 1920 إلى 1923 كان لدى الحزب القومي الأسترالي 35 من 36 عضوًا في مجلس الشيوخ، ومن 1947 إلى 1950، كان حزب العمال الأسترالي يضم 33 من أعضاء مجلس الشيوخ الـ 36.
في عام 1948، أصبح التمثيل النسبي الفردي القابل للتحويل على أساس كل ولاية على حدة طريقة لانتخاب أعضاء مجلس الشيوخ. أدى هذا التغيير إلى ظهور عدد من الأحزاب الصغيرة مثل حزب العمال الديمقراطي، والديمقراطيين الأستراليين، والخضر الأستراليين الذين استفادوا من هذا النظام لتحقيق التمثيل البرلماني وتوازن القوى. من انتخابات عام 1984، تم إدخال التصويت الجماعي على التصويت من أجل تقليل نسبة عالية من التصويت غير الرسمي ولكن في عام 2016، ألغيت تذاكر المجموعة لتجنب التأثير غير المبرر لصفقات التفضيل بين الأطراف التي اعتبرت تشويه نتائج الانتخابات.
ينص القسم 15 من الدستور على شغل منصب شاغر غير رسمي لأحد أعضاء مجلس الشيوخ من قبل برلمان الولاية. إذا كان عضو مجلس الشيوخ السابق عضوًا في حزب سياسي معين، فيجب أن يأتي الاستبدال من نفس الحزب، ولكن يجوز لبرلمان الولاية أن يختار عدم ملء الوظيفة الشاغرة، وفي هذه الحالة تتطلب المادة 11 أن يباشر مجلس الشيوخ بغض النظر. إذا حدث أن يكون البرلمان الحكومي في عطلة عندما يحدث الشاغر، ينص الدستور على أنه يمكن لمحافظ الولاية تعيين شخص لملء المكان حتى بعد أربعة عشر يومًا من استئناف برلمان الولاية. يمكن أيضا استدعاء برلمان الولاية للتصديق على بديل.

### مجلس النواب

ورقة الاقتراع في مجلس النواب المستخدمة في قسم هيغنز عام 2016

يتألف مجلس النواب في البرلمان الأسترالي، من ناخبين أعضاء منفردين. كما هو الحال في نظام وستمنستر، فإن حزب أو ائتلاف الأحزاب التي لديها أغلبية في هذا المجلس يشكل الحكومة مع زعيم ذلك الحزب أو الائتلاف ليكون رئيس الوزراء. إذا فقدت الحكومة ثقة مجلس النواب، فمن المتوقع أن تدعو إلى انتخابات جديدة أو الاستقالة.
قد يحدد البرلمان عدد أعضاء مجلس النواب ولكن الدستور ينص على أن هذا الرقم يجب أن يكون «بقدر ما هو ممكن عمليًا، ضعف عدد أعضاء مجلس الشيوخ»؛ يطلق على هذا الشرط «توفير العلاقة». وبالتالي، يتكون مجلس النواب حاليا من 150 عضوا. يتم تخصيص مقاعد لكل ولاية بناءً على عدد سكانها. ومع ذلك، فإن كل حالة أصلية، بغض النظر عن حجمها، مضمونة على الأقل خمسة مقاعد. الدستور لا يضمن التمثيل للأراضي. مَنح البرلمان مقعدًا إلى الإقليم الشمالي في عام 1922، وإلى إقليم العاصمة الأسترالية في عام 1948؛ إلا أن هؤلاء الممثلين الإقليميين كان لديهم حقوق تصويت محدودة حتى عام 1968. يتم إعادة رسم حدود الدوائر الانتخابية الفيدرالية أو إعادة توزيعها عندما يتم تعديل عدد المقاعد في ولايتها أو إقليمها، إذا كان عدد المقاعد لا يتطابق عمومًا مع حجم السكان أو إذا مرت سبع سنوات منذ إعادة التوزيع الأخيرة.
من 1901 إلى 1949، تألف مجلس النواب من 74 أو 75 عضوا (كان مجلس الشيوخ 36). بين 1949 و 1984، كان بين 121 و 127 عضوا (كان مجلس الشيوخ 60 حتى 1975، ارتفع إلى 64). في عام 1977، أمرت المحكمة العليا بتخفيض حجم مجلس النواب من 127 إلى 124 عضوًا للامتثال لشروط الربط. في عام 1984، تم توسيع كل من مجلس الشيوخ ومجلس النواب. منذ ذلك الحين كان مجلس النواب بين 148 و 150 عضوا (مجلس الشيوخ 76).
منذ بداية الاتحاد حتى عام 1918، تم استخدام التصويت لأول مرة في الانتخابات من أجل انتخاب أعضاء مجلس النواب ولكن منذ الانتخابات الفرعية لعام 1918 التي فازت حزب العمل بشكل غير متوقع بأكبر تصويت ابتدائي بسبب تقسيم الأصوات بين الأحزاب المحافظة، وحزب الوطني الأسترالي، وهو سلف للحزب الليبرالي في أستراليا في العصر الحديث، واعتبارًا من عام 1919 تم إقرار نظام التصويت في مجلس النواب إلى اقتراع سريع الجريان، والذي يُعرف في أستراليا بالتصويت التفضيلي الكامل. ظل هذا النظام قائماً منذ ذلك الحين، مما سمح لأحزاب التحالف بالتنافس بأمان على المقاعد نفسها.

### كِلا المجلسين
ليس من الممكن أن تكون في وقت واحد عضوًا في مجلس الشيوخ ومجلس النواب على حد سواء، ولكن عددًا من الأشخاص كانوا أعضاءًا في المجلسين في أوقات مختلفة في حياتهم البرلمانية.
المواطنون الأستراليون وحدهم مؤهلون للانتخاب لأي من المجلسين. يجب ألا يحملوا أيضًا جنسية «قوة أجنبية». عندما تمت صياغة الدستور، كان جميع الأستراليين رعايا بريطانيين، لذلك كانت كلمة «أجنبي» تعني غير بريطانية. ولكن في قضية سان فو هيل (1999)، حكمت المحكمة العليا في أستراليا، على الأقل، منذ قانون أستراليا 1986، بأن بريطانيا كانت «قوة أجنبية»، بحيث يتم استبعاد المواطنين البريطانيين أيضًا.
تم إدخال التصويت الإلزامي للانتخابات الفيدرالية في عام 1924. وكان التبرير الفوري للتصويت الإجباري هو انخفاض نسبة الإقبال على التصويت (59.38٪) في الانتخابات الفيدرالية عام 1922، بانخفاض من 71.59٪ في الانتخابات الفيدرالية عام 1919. لم يكن التصويت الإجباري على منصة أي حكومة ائتلافية حزبية وطنية / بزعامة ستانلي بروس أو معارضة ماثيلين تشارلتون بقيادة حزب العمال. المبادرة الحقيقية للتغيير أجراها هربرت باين، عضو مجلس الشيوخ القومي عن تسمانيا، الذي قام في 16 يوليو 1924 بتقديم مشروع قانون خاص بمجلس الشيوخ في مجلس الشيوخ. تمت الموافقة على مشروع قانون باين مع قليل من النقاش (وافق عليه مجلس النواب في أقل من ساعة)، وفي أي من الحالتين لم يكن التقسيم مطلوبًا، وبالتالي لم يتم تسجيل أي تصويت ضد مشروع القانون. كانت الانتخابات الفيدرالية لعام 1925 أول انتخابات تجري بموجب التصويت الإلزامي، والتي شهدت ارتفاع نسبة الإقبال إلى 91.4٪. ازدادت نسبة المشاركة إلى حوالي 95٪ في غضون بضعة انتخابات، وبقيت على هذا المستوى منذ ذلك الحين.
منذ عام 1973، كان للمواطنين الحق في التصويت عند بلوغهم الثامنة عشرة. وقبل ذلك كان 21.
يُقع ضباط الشرطة الفيدرالية الأسترالية المسلحون ببنادق هجومية في غرفتي البرلمان الفيدرالي في عام 2015. وهذه هي المرة الأولى في التاريخ الأسترالي التي يمتلك فيها البرلمان أفرادا مسلحين.

## الإجراءات

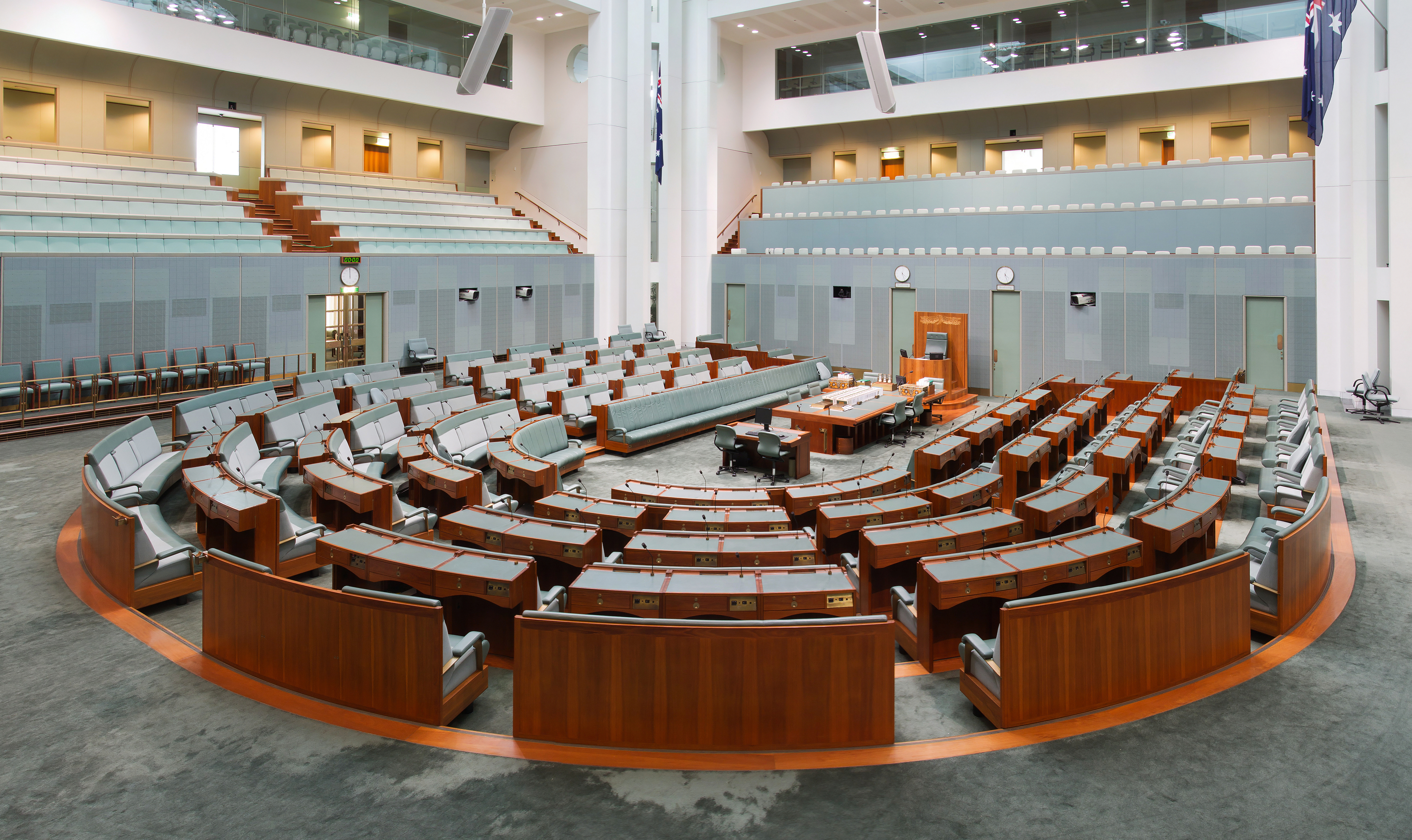
مجلس النواب الأسترالي

كل من المجلسين ينتخب مسؤول رئاسة. يسمى رئيس مجلس الشيوخ. يتم انتخاب هذه المراكز عن طريق الاقتراع السري. يتم شغل كلا المكتبين بشكل تقليدي من قبل أعضاء الحزب الحاكم، ولكن من المتوقع أن يشرف الرؤساء على النقاش وأن يفرضوا القواعد بطريقة محايدة.
يخول الدستور البرلمان لتحديد النصاب القانوني لكل غرفة. نصاب مجلس الشيوخ هو ربع مجموع الأعضاء (تسعة عشر)؛ أن مجلس النواب هو واحد من إجمالي عدد الأعضاء (ثلاثون).
قد يحدد المجلسان الاقتراحات بالتصويت الصوتي: يطرح رئيس الجلسة السؤال، وبعد الاستماع إلى صيحات "نعم" و "كلّا" من الأعضاء، يعلن عن النتيجة. إن الإعلان عن رئيس الجلسة يحل المسألة، ما لم يطلب عضوان على الأقل "تقسيمًا" أو تصويتًا مسجلاً. في هذه الحالة، يتم دق الأجراس في جميع أنحاء مبنى البرلمان الذي يستدعي أعضاء مجلس الشيوخ أو الأعضاء إلى الغرفة. خلال الفرقة، ينتقل الأعضاء الذين يفضلون الحركة إلى الجانب الأيمن من الغرفة، بينما ينتقل أولئك الذين يعارضون إلى اليسار. ثم يتم عدها من قبل "الأصوات" (السياط الحكومي والمعارضة)، ويتم تمرير الاقتراح أو هزيمته وفقًا لذلك. في مجلس الشيوخ، لكي لا تحرم حالة تصويت في ما يفترض أن يكون منزل أحد الدول "، يسمح للرئيس تصويت جنبا إلى جنب مع أعضاء مجلس الشيوخ الآخرين (ولكن نادرا ما يمارس هذا الحق)؛ في حالة التعادل، لا يملك الرئيس تصويتًا مرجحًا ويفشل الاقتراح. في مجلس النواب، رئيس مجلس النواب لا يصوت، إلا في حالة التعادل.
يتم عرض معظم التشريعات في مجلس النواب ويمر عبر عدد من المراحل ليصبح قانونًا. المرحلة الأولى هي القراءة الأولى، حيث يتم عرض التشريع على الغرفة، ثم هناك قراءة ثانية، حيث يتم التصويت على الخطوط العامة لمشروع القانون. ويمكن بعد ذلك النظر في التشريع من قبل لجنة مجلس النواب، والتي تقدم تقاريرها إلى مجلس النواب حول أي توصيات. ويتبع ذلك مرحلة بالتفصيل في الاعتبار، حيث يمكن للمجلس استكشاف مشروع القانون بالتفصيل وإجراء أي تعديلات. ويتبع ذلك أخيراً قراءة ثالثة، حيث يتم تمرير مشروع القانون أو رفضه من قبل مجلس النواب. إذا تم تمريره، يتم إرسال التشريع إلى مجلس الشيوخ، الذي له بنية مماثلة من النقاش والمرور باستثناء أن يتم استبدال النظر في مرحلة بالتفصيل من قبل لجنة الجامعة. بمجرد تمرير مشروع القانون من قبل المجلسين بنفس الشكل، فإنه يتم تقديمه إلى الحاكم العام للموافقة الملكية.

## المهام

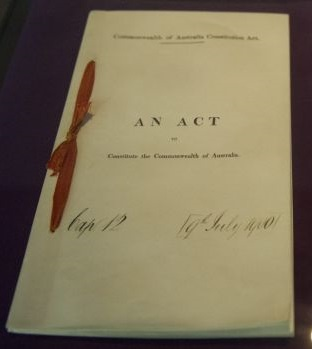
دستور أستراليا، حيث يتم تحديد وظائف وسلطات البرلمان

الوظيفة الرئيسية للبرلمان هي تمرير القوانين أو التشريعات. يجوز لأي عضو في مجلس الشيوخ أو عضو آخر تقديم قانون مقترح (مشروع قانون)، باستثناء مشروع قانون المال (مشروع قانون يقترح الإنفاق أو فرض ضريبة)، والذي يجب إدخاله في مجلس النواب. في الممارسة العملية، يتم تقديم الغالبية العظمى من مشاريع القوانين من قبل الوزراء. تسمى مشاريع القوانين التي قدمها الأعضاء الآخرون مشاريع قوانين خاصة بالأعضاء. يجب تمرير كل مشاريع القوانين من قبل المجلسين لتصبح قانونًا. مجلس الشيوخ لديه نفس السلطات التشريعية مثل مجلس النواب، إلا أنه لا يجوز تعديل فواتير المال، فقط تمريرها أو رفضها.
تقتصر السلطة التشريعية للكومنولث على السلطة الممنوحة في الدستور. تعتبر السلطات غير المحددة «القوى المتبقية». القسم 51 يمنح سلطة الكومنولث في مجالات مثل الضرائب، والشؤون الخارجية. كما يسمح القسم 51 لبرلمانات الولايات بإحالة الأمور إلى الكومنولث للتشريع.
يمنح القسم 96 من الدستور الأسترالي برلمان الكومنولث سلطة منح الأموال لأي دولة «وفقًا للشروط والأحكام التي يراها البرلمان مناسبة». في الواقع، يمكن للكومنولث تقديم المنح خاضعة للدول التي تطبق سياسات معينة في مجالات مسؤولياتها التشريعية. وقد استخدمت هذه المنح، المعروفة باسم «المنح المربوطة» (بما أنها مرتبطة بغاية معينة)، لتمنح البرلمان الفيدرالي النفوذ على مسائل سياسة الدولة مثل المستشفيات العامة والمدارس.
البرلمان يؤدي وظائف أخرى إلى جانب التشريعات. ويمكنه مناقشة الاقتراحات أو المسائل ذات الأهمية العامة: فهي توفر منتدى للمناقشات حول مسائل السياسة العامة. يمكن لأعضاء مجلس الشيوخ والأعضاء نقل تحركات اللوم ضد الحكومة أو ضد الوزراء. في معظم أيام الجلسات في المجلسين، هناك جلسة تسمى وقت السؤال حيث يعالج أعضاء مجلس الشيوخ والأعضاء أسئلة إلى رئيس الوزراء والوزراء الآخرين. كما يمكن لمجلس الشيوخ والأعضاء تقديم التماسات من ناخبيهم. كلا المجلسين لديها نظام واسع من اللجان حيث يتم مناقشة مشاريع القوانين، يتم أخذ الأدلة ويتم استجواب الموظفين العموميين. هناك أيضا لجان مشتركة، تتألف من أعضاء من المجلسين.

## الصراع بين المجالس
في حالة وجود نزاع بين المجلسين على الشكل النهائي للتشريع، ينص الدستور على حل متزامن لكل من المجلسين - المعروف باسم الحل المزدوج. تنص المادة 57 من الدستور على أنه: "إذا وافق مجلس النواب على أي قانون مقترح، ورفض مجلس الشيوخ أو فشل في تمريره، أو تمريره مع التعديلات التي لن يوافق عليها مجلس النواب، وإذا بعد مرة أخرى، يمرر مجلس النواب، في نفس الجلسة أو في الجلسة التالية، القانون المقترح مع أو بدون أية تعديلات تم إجراؤها أو اقترحها أو وافق عليها مجلس الشيوخ، ويرفض مجلس الشيوخ أو يفشل في تمريرها، أو تمريره مع التعديلات التي لن يوافق عليها مجلس النواب، يجوز للحاكم العام حل مجلس الشيوخ ومجلس النواب في وقت واحد.
في انتخابات جرت في أعقاب حل مزدوج، تنتخب كل ولاية وفدها المكون من 12 عضواً في مجلس الشيوخ، في حين ينتخب كل من المنطقتين الممثلين في مجلس الشيوخ كل منهما عضوين في مجلس الشيوخ كما يفعلان في انتخابات فدرالية منتظمة. ولأن جميع المقاعد متنافس عليها في الانتخابات نفسها، فمن الأسهل على الأحزاب الصغيرة الفوز بمقاعد في ظل نظام التصويت الواحد القابل للتحويل.
إذا استمر النزاع بعد هذه الانتخابات، يجوز للحاكم العام عقد جلسة مشتركة من المجلسين للنظر في مشروع القانون أو مشاريع القوانين، بما في ذلك أي تعديلات سبق اقتراحها في أي من المجلسين، أو أي تعديلات جديدة. إذا تم تمرير مشروع القانون بالأغلبية المطلقة من مجموع أعضاء الجلسة المشتركة، يتم التعامل معه كما لو أنه تم تمريره بشكل منفصل من قبل المجلسين، ويتم تقديمه للحصول على الموافقة الملكية. مع التمثيل النسبي، والأغلبيات الصغيرة في مجلس الشيوخ مقارنة بالأغلبية الأكبر عمومًا في مجلس النواب، والمتطلب أن يكون عدد أعضاء مجلس النواب «تقريباً عمليًا» ضعف عدد أعضاء مجلس الشيوخ، وهو اجتماع مشترك بعد من المرجح أكثر أن يؤدي الحل المزدوج إلى انتصار مجلس النواب على مجلس الشيوخ. لم يتم الاحتكام إلى هذا الحكم إلا في مناسبة واحدة، بعد الانتخابات التالية للحل المزدوج لعام 1974. ومع ذلك، هناك مناسبات أخرى عندما يجتمع المجلسان كواحد.

## اللجان
بالإضافة إلى عمل الغرف الرئيسية، يوجد لدى مجلس الشيوخ ومجلس النواب أيضًا عدد كبير من اللجان التي تتعامل مع المسائل المحالة إليها من قبل مجلسها الخاص. أنها توفر الفرصة لجميع الأعضاء والشيوخ لطرح الأسئلة من الوزراء والمسؤولين العامين فضلا عن إجراء التحقيقات، ودراسة السياسات والتشريعات. بمجرد الانتهاء من إجراء تحقيق معين، يمكن لأعضاء اللجنة بعد ذلك إعداد تقرير، يتم تقديمه في البرلمان، يوضح ما اكتشفوه وكذلك أية توصيات قد قاموا بإعدادها للحكومة للنظر فيها.
يشار إلى قدرة مجلس النواب على إنشاء لجان في القسم 49 من الدستور، والتي تنص على أن «سلطات وامتيازات وحصانات مجلس الشيوخ ومجلس النواب، وأعضاء اللجان ولجانها يجب أن يكون مجلس النواب، مثل ما أعلنه البرلمان، وحتى الإعلان عن مجلس النواب في مجلس العموم في المملكة المتحدة، وأعضائه ولجانه، في تأسيس الكومنولث».
يمكن منح اللجان البرلمانية مجموعة واسعة من الصلاحيات. واحدة من أهم السلطات هي القدرة على استدعاء الناس لحضور جلسات الاستماع من أجل تقديم الأدلة وتقديم الوثائق. أي شخص يحاول أن يعيق عمل لجنة برلمانية يمكن أن يكون في ازدراء للبرلمان. هناك عدد من الطرق التي يمكن العثور على الشهود في ازدراء، وتشمل هذه؛ رفض التظاهر أمام لجنة عند استدعائها، ورفض الإجابة عن سؤال خلال جلسة استماع أو إعداد مستند، أو في وقت لاحق تبين أنها كذبت أو ضللت على اللجنة. يمكن أيضا العثور على أي شخص يحاول التأثير على الشاهد بازدراء. وتشمل الصلاحيات الأخرى، القدرة على الالتقاء في جميع أنحاء أستراليا، لإنشاء لجان فرعية والحصول على الأدلة في جلسات الاستماع العامة والخاصة.
تعتبر إجراءات اللجان ذات المكانة القانونية نفسها كإجراءات البرلمان، يتم تسجيلها من قبل هانزارد، باستثناء جلسات الاستماع الخاصة، وتعمل أيضا تحت الامتياز البرلماني. كل مشارك، بما في ذلك أعضاء اللجنة والشهود الذين يقدمون الأدلة، يتمتعون بالحماية من المقاضاة بموجب أي إجراء مدني أو جنائي لأي شيء قد يقولونه أثناء جلسة الاستماع. كما يتم حماية الأدلة والوثائق الكتابية التي تلقتها اللجنة.
أنواع اللجان تشمل:
اللجان الدائمة، أنشئت على أساس دائم وهي مسؤولة عن التدقيق في مشاريع القوانين والموضوعات المحالة إليها من قبل المجلس؛ دراسة ميزانية الحكومة وأنشطتها (فيما يسمى عملية تقديرات الميزانية)؛ ولتفحص التقارير والأنشطة السنوية للإدارات.
اختيار اللجان، وهي لجان مؤقتة، أنشئت من أجل التعامل مع قضايا معينة.
اللجان المحلية، المسؤولة عن إدارة جوانب شؤون البرلمان الخاصة. ويشمل ذلك لجان الاختيار في المجلسين اللذين يحددان كيفية تعامل البرلمان مع تشريعات معينة وأعمال خاصة من الأعضاء ولجان الامتيازات التي تتعامل مع مسائل الامتياز البرلماني.
لجان التدقيق التشريعي، التي تدرس التشريعات واللوائح لتحديد تأثيرها على الحقوق الفردية والمساءلة.
كما تم إنشاء لجان مشتركة تضم كلا من أعضاء مجلس النواب ومجلس الشيوخ.

## العلاقات مع الحكومة

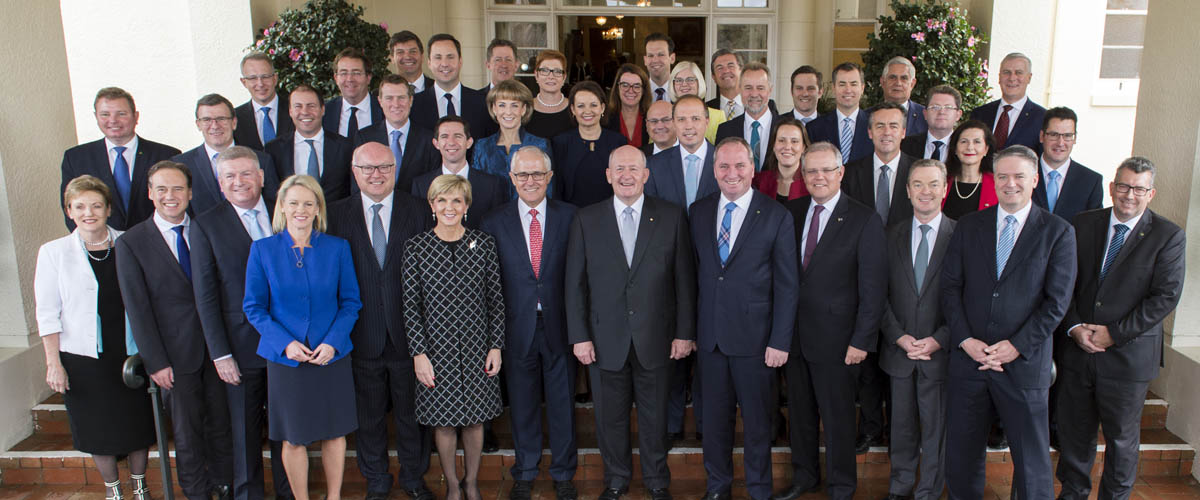
الحاكم العام، السير بيتر كوسغروف، مع أعضاء وزارة تورن بول الثانية

بموجب الدستور، يتمتع الحاكم العام بسلطة تعيين وإقالة «وزراء الدولة» الذين يديرون الإدارات الحكومية. في الممارسة العملية، يختار الحاكم العام وزراء وفقا لتقاليد نظام وستمنستر التي يمكن استخلاصها الحكومة من الحزب أو ائتلاف الأحزاب التي تتمتع بأغلبية في مجلس النواب، مع زعيم أكبر حزب يصبح رئيسا للوزراء.
ثم يجتمع هؤلاء الوزراء في مجلس يعرف باسم مجلس الوزراء. اجتماعات مجلس الوزراء خاصة جدا وتحدث مرة واحدة في الأسبوع حيث يتم مناقشة القضايا الحيوية ووضع السياسات. لا يعترف الدستور بمجلس الوزراء ككيان قانوني؛ انها موجودة فقط عن طريق الاتفاقية. قراراتها ليس لها في حد ذاتها قوة قانونية. ومع ذلك، فهو بمثابة التعبير العملي عن المجلس التنفيذي الاتحادي، وهو أعلى هيئة حكومية رسمية في أستراليا. من الناحية العملية، يجتمع المجلس التنفيذي الاتحادي فقط للتصديق وإعطاء القوة القانونية للقرارات التي اتخذها مجلس الوزراء بالفعل. جميع أعضاء مجلس الوزراء هم أعضاء في المجلس التنفيذي. وفي حين أن الحاكم العام هو المسؤول الاسمي، إلا أنه لم يحضر اجتماعات المجلس التنفيذي. يلتزم الحاكم العام باتفاقية لمتابعة نصيحة المجلس التنفيذي في جميع المناسبات تقريبًا، مما يمنحها سلطة تنفيذية فعلية. يشغل أحد كبار أعضاء مجلس الوزراء مكتب نائب رئيس المجلس التنفيذي ويعمل كمسؤول رئيسي في المجلس التنفيذي في غياب الحاكم العام. المجلس التنفيذي الفيدرالي هو المعادل الأسترالي للمجالس التنفيذية والمجالس الخاصة في مجالات الكومنولث الأخرى مثل مجلس الملكة الخاص في كندا ومجلس الملكة الخاص في المملكة المتحدة.
لا يُطلب من الوزير أن يكون عضوًا في مجلس الشيوخ أو عضوًا في مجلس النواب في وقت تعيينه، ولكن يتم فقدان منصبه إذا لم يصبح عضوًا في أي من المجلسين خلال ثلاثة أشهر من تعيينه. أدرج هذا الحكم في الدستور (المادة 64) لتمكين وزارة الافتتاحية.
بعد انتخابات عام 1949، أصبح جون سبايسر وبيل سبونر وزيرين في حكومة مينزيس في 19 ديسمبر، على الرغم من أن ولايتهما في مجلس الشيوخ لم تبدأ حتى 22 فبراير 1950.
وقد استخدم هذا البند أيضا بعد وفاة رئيس الوزراء الليبرالي هارولد هولت في ديسمبر كانون الأول عام 1967. وانتخب الحزب الليبرالي جون غورتون، ثم عضوا في مجلس الشيوخ، زعيما جديدا له، وكان اليمين الدستورية رئيسا للوزراء في 10 يناير 1968. في 1 فبراير، استقال غورتون من مجلس الشيوخ.

## امتيازات
لا يتمتع أعضاء البرلمان الأسترالي بحصانة قانونية: إذ يمكن اعتقالهم ومحاكمتهم عن أي جريمة. ومع ذلك، فإنهم يتمتعون بامتياز برلماني: لا يمكن مقاضاتهم على أي شيء يقولونه في البرلمان حول بعضهم البعض أو عن أشخاص خارج البرلمان. يمتد هذا الامتياز ليشمل الإعلام في أي شيء يقوله عضو في مجلس الشيوخ أو عضو في البرلمان. وتغطي امتيازات اللجان البرلمانية، أينما وجدت، وهذا يشمل الشهود أمام هذه اللجان.
من بداية الاتحاد حتى عام 1987، عمل الامتياز البرلماني بموجب المادة 49 من الدستور، والتي حددت امتيازات المجلسين وأعضائها لتكون مماثلة لمجلس العموم في المملكة المتحدة في وقت صدور الدستور. كما تم منح البرلمان سلطة تعديل امتيازاته. في عام 1987، أصدر البرلمان «قانون الامتيازات البرلمانية»، الذي أوضح معنى الامتياز ونطاقه وكذلك كيفية تعامل البرلمان مع المخالفات.
هناك جريمة قانونية تسمى انتهاك حرمة البرلمان. يمكن محاكمة الشخص الذي يتحدث أو يتصرف بطريقة ازدراء للبرلمان أو أعضائه، وإذا أُدين، سُجِن. كان لدى البرلمان في السابق سلطة الاستماع إلى مثل هذه القضايا نفسها، وقد فعل ذلك في قضية مزايا براون - فيتزباتريك، عام 1955. وقد تم تفويض هذه السلطة الآن إلى المحاكم. كان هناك عدد قليل من الإدانات. في مايو 2007، تمت إدانة هاريت سويفت، وهي ناشطة معارضة لقطع الأخشاب من نيو ساوث ويلز وتوبيخها بسبب ازدرائها للبرلمان، بعد أن كتبت مقالات صحفية وهمية ورسائل مزعومة من النائب الفيدرالي غاري نيرن كمزحة يوم كذبة أبريل.